# Snopki
Snopki [ˈsnɔpki] (deutsch Snopken, 1938 bis 1945 Wartendorf) ist ein Dorf in der polnischen Woiwodschaft Ermland-Masuren und gehört zur Gmina Pisz (Stadt- und Landgemeinde Johannisburg) im Powiat Piski (Kreis Johannisburg).

## Geographische Lage
Snopki liegt in der östlichen Woiwodschaft Ermland-Masuren, drei Kilometer westlich der Kreisstadt Pisz (Johannisburg).

## Geschichte

### Ortsgeschichte
Das nach 1785 Schnopken und bis 1938 Snopken genannte Dorf mit Försterei wurde im Jahre 1515 als Freigut nach Magdeburger Recht gegründet. Eine (Neu-?) Gründung erfolgte 1723 als Schatulldorf.
Am 8. April 1874 wurde Snopken Amtsdorf und damit namensgebend für einen Amtsbezirk, der – 1938 in „Amtsbezirk Wartendorf“ umbenannt – bis 1945 bestand und zum Kreis Johannisburg im Regierungsbezirk Gumbinnen (ab 1905: Regierungsbezirk Allenstein) in der preußischen Provinz Ostpreußen gehörte. Das Forsthaus Snopken war dem Gutsbezirk Oberförsterei Breitenheide zugeordnet.
Am 1. Dezember 1910 waren in Snopken 633 Einwohner gemeldet, im Jahre 1933 waren es bereits 710. Am 3. Juni (amtlich bestätigt am 16. Juli) 1938 wurde Snopken aus politisch-ideologischen Gründen der Abwehr fremdländisch klingender Ortsnamen in „Wartendorf“ umbenannt. Die Zahl der Einwohner belief sich 1939 auf 694.
In Kriegsfolge kam das Dorf 1945 mit dem gesamten südlichen Ostpreußen zu Polen und erhielt die polnische Namensform „Snopki“. Heute ist es Sitz eines Schulzenamtes (polnisch Sołectwo) und als solches eine Ortschaft im Verbund der Stadt- und Landgemeinde Pisz (Johannisburg) im Powiat Piski (Kreis Johannisburg), bis 1998 der Woiwodschaft Suwałki, seither der Woiwodschaft Ermland-Masuren zugehörig. Im Jahre 2011 zählte Snopki 1.000 Einwohner.

### Amtsbezirk Snopken/Wartendorf (1874–1945)
Der am 8. April 1874 errichtete Amtsbezirk Snopken wurde am 15. November 1928 in „Amtsbezirk Wartendorf“ umbenannt. Er bestand ursprünglich aus 13 Landgemeinden bzw. Gutsbezirken:
| Name                                      | Änderungsname 1938 bis 1945 | Polnischer Name | Bemerkungen                                                                                                 |
| ----------------------------------------- | --------------------------- | --------------- | --- |
| Bärenwinkel                               |                             | Niedźwiedzi Róg | vor 1908 in den Amtsbezirk Weissuhnen umgegliedert                                                          |
| Faulbruch                                 |                             | Imionek         | 1928 nach Maldaneyen eingemeindet                                                                           |
| Fischerbude                               |                             |                 | |
| Guszianka, Forst                          |                             |                 | |
| Jeglinnen                                 | Wagenau                     | Jeglin          | |
| Johannisburg, Forst                       |                             |                 | 1929 in den Gutsbezirk Johannisburger Heide, Anteil Johannisburg, Forst, eingegliedert                      |
| Karwik                                    |                             | Karwik          | |
| Konzewen                                  | Warnold                     | Końcewo         | vor 1908 in den Amtsbezirk Weissuhnen umgegliedert                                                          |
| Maldaneyen                                | Maldaneien                  | Maldanin        | |
| Snopken                                   | Wartendorf                  | Snopki          | |
| Warnold-See                               |                             |                 | 1903/1907 Bildung des Gutsbezirks Domänen-Amt Schnittken aus dem Gutsbezirk Warnold-See; war 1895 unbewohnt |
| Weissuhnen bis vor 1912 „Groß Weissuhnen“ |                             | Wejsuny         | vor 1908 in den Amtsbezirk Weissuhnen umgegliedert                                                          |
| Wonglik                                   | Balzershausen               | Wąglik          | |

Am 1. Januar 1945 gehörten aufgrund diverser Strukturveränderungen nur noch sechs Orte zum Amtsbezirk Wartendorf: Balzershausen, Johannisburger Heide (Anteil Johannisburg, Forst) Karwik, Maldaneien, Wagenau und Wartendorf.

## Kirche
Bis 1945 war Snopken resp. Wartendorf in die evangelische Kirche Johannisburg in der Kirchenprovinz Ostpreußen der Kirche der Altpreußischen Union sowie in die römisch-katholische Kirche Johannisburg im Bistum Ermland eingepfarrt. Heute gehört Snopki weiterhin zur Kreisstadt Pisz, jetzt eine Pfarrei im Bistum Ełk der Römisch-katholischen Kirche in Polen bzw. in der Diözese Masuren der Evangelisch-Augsburgischen Kirche in Polen.

## Schule

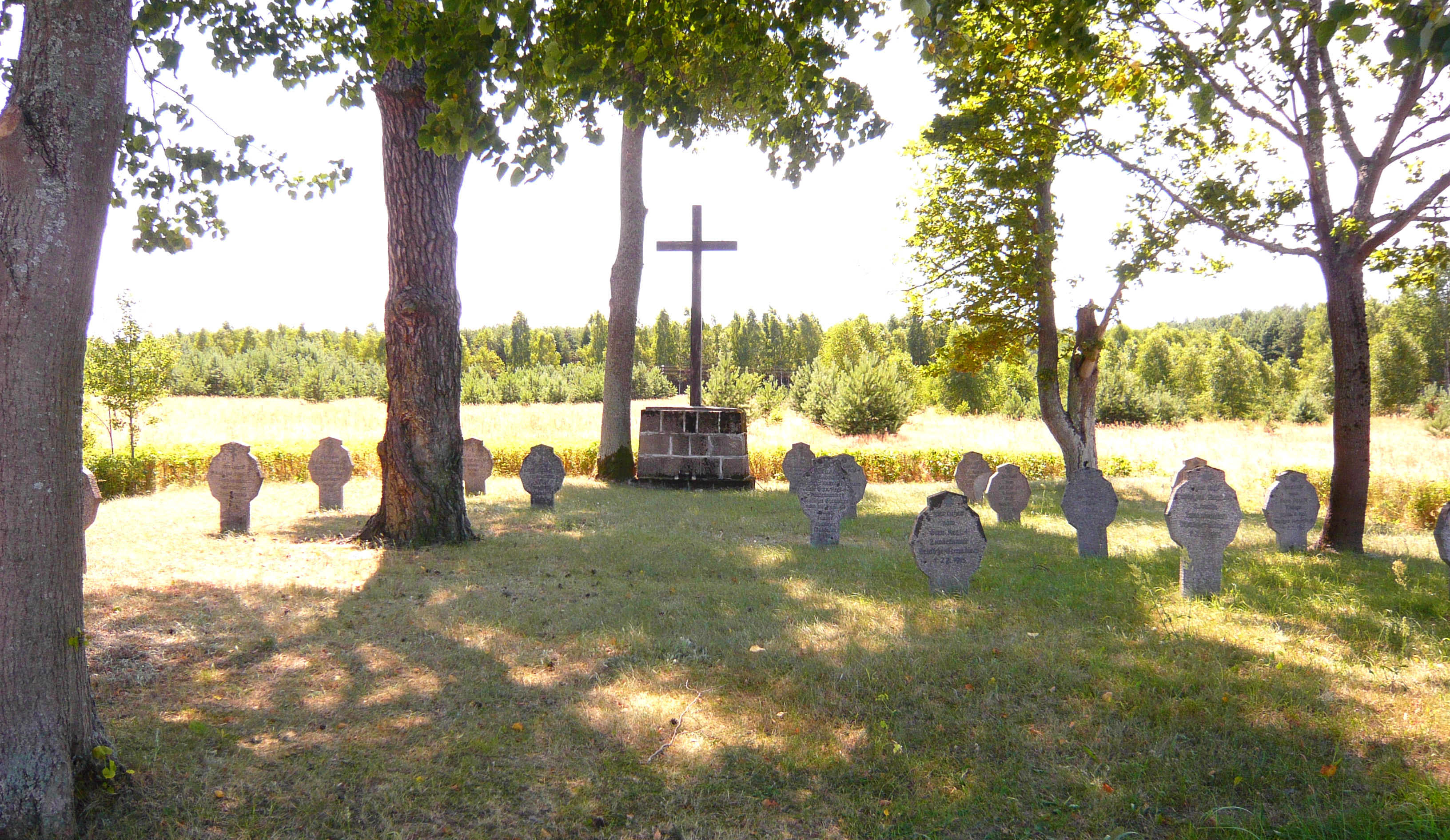
Blick auf den Soldatenfriedhof in Snopki

Snopken wurde 1737 ein Schulort. Der Unterricht fand mehrklassig statt.

## Soldatenfriedhof
In Snopki besteht heute noch ein Soldatenfriedhof zum Gedenken der Gefallenen aus dem Ersten Weltkrieg, darunter 21 Deutsche und 43 unbekannte Soldaten. Der Friedhof liegt westlich vor dem Dorf. Auf einigen Grabsteinen befinden sich die Namen deutscher und auch russischer Gefallener.

## Verkehr
Snopki liegt an der verkehrstechnisch bedeutenden polnischen Landesstraße 58, die die südliche Woiwodschaft Ermland-Masuren durchzieht und in die Woiwodschaft Podlachien führt. Außerdem führt eine Regionalstraße aus südlicher Richtung in den Ort.
Bis 1945 war Snopken resp. Wartendorf eine Bahnstation an der Bahnstrecke Lötzen–Johannisburg, die in Folge des Krieges stillgelegt und deren Anlagen fast gänzlich demontiert sind.

## Söhne und Töchter
- Florian Loewenau (1912–1979), deutscher Ordensgeistlicher, Missionar in Brasilien und Prälat der Territorialprälatur Óbidos